# 루크레치아 노인
루크레치아 노인(Lucrezia Noin, ルクレツィア・ノイン)은 신기동전기 건담 W의 등장인물이다.

## 프로필
OZ군의 일급특위. MS파일럿 양성기관의 교관으로 있었다. 젝스(밀리아르도)의 충실한 부하로, 그를 사모한다. 젝스를 위하여 몸을 아끼지 않으며, 작중 젝스를 대신하여 리리나를 경호해준다. 가끔 건담 파일럿들을 지원해주기도 한다.